# Brdyujście
Brdyujście – osiedle w Bydgoszczy w rejonie ujścia rzeki Brdy do Wisły. Znajduje się tam tor regatowy oraz śluzy, jaz i elektrownia wodna, będące elementem Bydgoskiego Węzła Wodnego. W 1939 w Brdyujściu znajdował się port Oddziału Wydzielonego Rzeki Wisły (tzw. flotylli wiślanej).
Osiedle ma charakter składowo-przemysłowy. Jest tu zlokalizowany największy powierzchniowo hipermarket w Bydgoszczy oraz największy z miejskich cmentarzy komunalnych. Zabudowa mieszkaniowa występuje wzdłuż ul. Wiślanej, Łowickiej i Wyszogrodzkiej.

## Granice
Północną granicą osiedla jest linia kolejowa nr 209 (Bydgoszcz – Fordon), granicą zachodnią: linia kolejowa nr 18 (Bydgoszcz – Toruń) oraz magistrala węglowa, zaś granicą południową: tor regatowy oraz Brda.

## Ulice na Brdyujściu
- Jasiniecka
- Kampinoska
- Kwarcowa
- Łowicka
- Regatowa
- Wioślarska
- Wiślana
- Witebska
- Wyszogrodzka
- Opalowa
- Pilicka
- Feliksa Więcka
- Skandynawska
- Regatowa
- Odrzańska
- Wschodnia
- Kapitańska
- Inflancka
- Podłużna

## Ważniejsze obiekty
- Przystanek kolejowy Bydgoszcz Brdyujście
- Tor regatowy
- Wyspy w Brdyujściu
- Śluza Czersko Polskie
- Śluza Brdyujście
- Jaz Czersko Polskie
- Przystanie żeglarskie
- Cmentarz komunalny
- Bydgoskie Zakłady Mięsne
- Biurowiec Bydgosta (dawny Romet)
- Komandor Bydgoszcz
- Willa przy ul. Witebskiej 6, z l. ok. 1929-1933, wzniesiona na planie prostokąta w stylu eklektycznym, obecnie w ruinie. Wzniesiona przez optyka - mechanika Stanisława Zakaszewskiego, właściciela "Centrali optycznej" przy ul. Gdańskiej 9. W narożniku budynku od strony ulicy znajduje się baszta alkierzowa, w której mieściła się kręta klatka schodowa. Od strony wschodniej do budynku przylegał ogród kwiatowy. Od północnej strony domu znajdowało się otwarcie widokowe (balkon). Przed posesją stała niegdyś fontanna, natomiast z tyłu były schody prowadzące wprost do wody. Od strony ulicy znajdowało się murowane, dekoracyjne ogrodzenie. W czasie II wojny światowej było tu sanatorium Niemieckiego Czerwonego Krzyża, a po 1945 obiekt został wcielony do gminnego zasobu mieszkaniowego; ostatni lokator wyprowadził się w 2006[2][3].

## Komunikacja miejska
- 65: Nad Wisłą - Dworzec Leśne (wybrane kursy Łoskoń)
- 74: Wyścigowa - Tatrzańskie
- 81: Tatrzańskie  - Skandynawska IKEA (wybrane kursy do pętli Tor Regatowy, Przemysłowa lub Centrum Onkologii)